# Le Centenaire
Pour plus de détails, voir Fiche technique et Distribution.
Le Centenaire est un film français réalisé par Pierre-Jean Ducis, sorti en 1934.

## Fiche technique
- Réalisation : Pierre-Jean Ducis
- Scénario : Robert Lavallée et Noël-Noël
- Photographie : René Colas
- Son : Igor B. Kalinovski
- Musique : Jean Delettre et Raymond Wraskoff
- Société de production : Roman Agrest Films
- Société de distribution : Distribution Parisienne de Films
- Pays :  France
- Format : Noir et blanc - Son mono
- Genre : Comédie
- Durée : 35 minutes
- Année de sortie : 
  - France : 1934

## Distribution
- Noël-Noël : le centenaire
- Mady Berry : l'épouse de son petit-fils
- René Génin : le chef de la fanfare
- Léonce Corne : le notaire
- Anthony Gildès : le fils du centenaire
- René Navarre : le reporter de Paris-Soir
- Albert Brouett : un musicien